# Ombla
Die Ombla (auch Umbla oder Dubrovačka rijeka; Fluss von Dubrovnik) ist ein Karstfluss im Süden Dalmatiens in Kroatien. Sie gilt als einer der kürzesten Flüsse Europas. Die Ombla entspringt als kräftige Karstquelle in einer großen Höhle nahe dem Stadtteil Komolac etwa fünf Kilometer Luftlinie nördlich des Stadtzentrums von Dubrovnik.

## Herkunft des Wassers
Der größte Teil des Wassers der Ombla wird durch den Fluss Trebišnjica gespeist. Dieser versickert 20 km von der Ombla-Quelle entfernt im unteren Popovo polje, nahe der kroatischen Grenze, in mehreren kluftartigen Versickerungsstellen.

## Daten

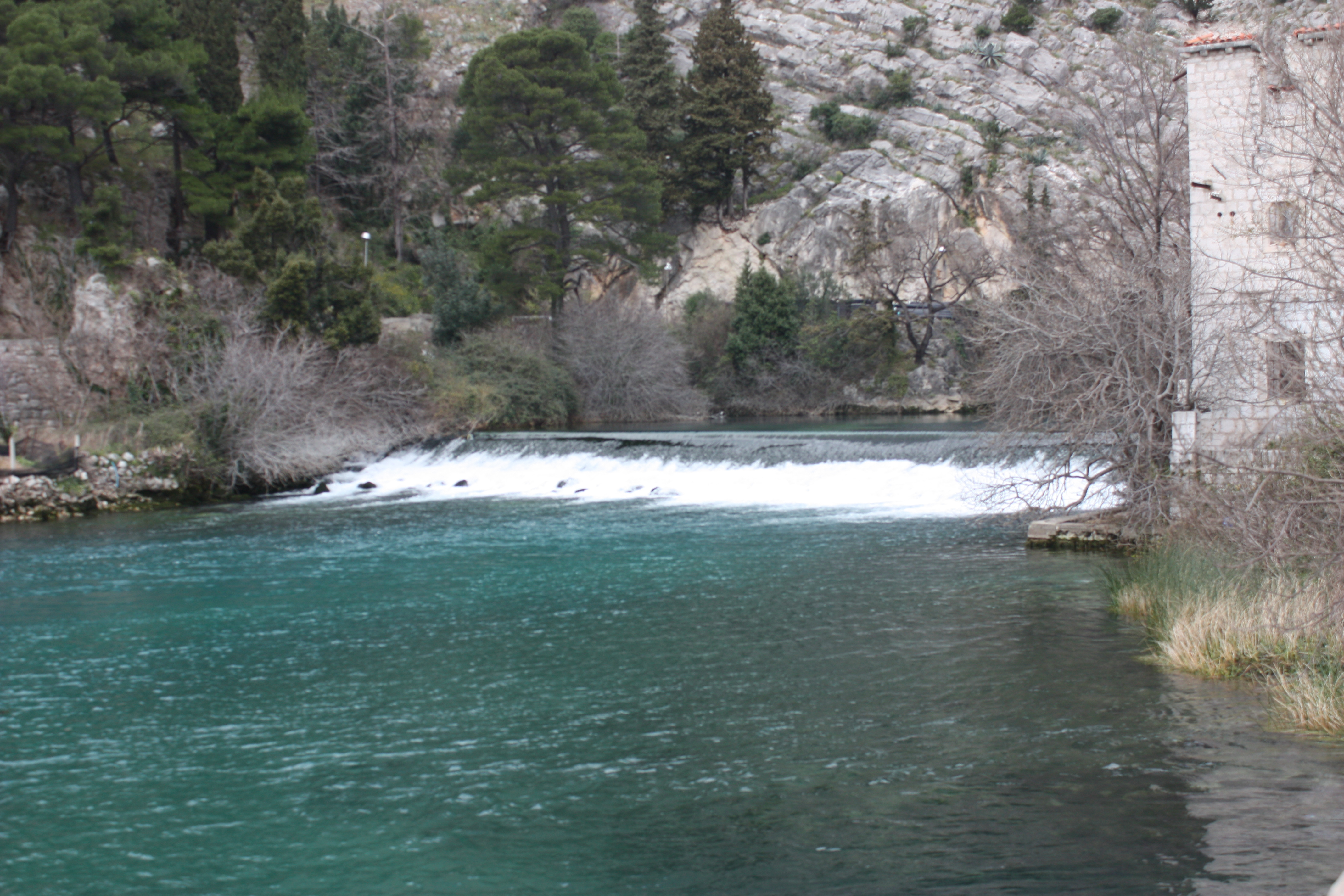
Die Ombla kurz nach ihrer Quelle

Das Einzugsgebiet der Ombla und Lage in Kroatien

Die Ombla ist je nach Betrachtungsweise zwischen 20 Meter und 4,2 Kilometer lang, aber recht breit und sehr wasserreich; auf der Karte erscheint sie als Bucht der Adria nördlich von Dubrovnik. Ihr mittlerer Abfluss beträgt 24 m³/s und schwankt zwischen 2,8 und 106 m³/s. Der untere Teil des Flusses (draga) wird bereits vom Meer überflutet, ist aber als deutliche unterseeische Strömung zu erkennen. Die Wassertiefe in diesem Bereich beträgt bis zu 30 m. Die Ombla ist auf 3,7 km Länge schiffbar. Einige Vororte von Dubrovnik (Mokošica, Komolac, Rožat, Prijevor, Lozica) erstrecken sich entlang des Flusses, dessen Wasser schon seit 1437 in den Wasserwerken von Dubrovnik genutzt wird. Der nicht vom Meer beeinflusste Teil der Ombla ist lediglich ca. 20 m lang. Er befindet sich oberhalb eines Wehres in direkter Nähe zur Quelle.